# Трудовий (Амурська область)
Трудовий (рос. Трудовой) — селище у Октябрському районі Амурської області Російської Федерації. Розташоване на території українського історичного та етнічного краю Зелений Клин.
Входить до складу муніципального утворення Трудова сільрада. Населення становить 105 осіб (2018).

## Історія
З 20 жовтня 1932 року входить до складу новоутвореної Амурської області.
З 1 січня 2006 року органом місцевого самоврядування є Трудова сільрада.

## Населення
| 2002 | 2010 | 2012 | 2013 | 2014 | 2015 | 2016 |
| ---- | ---- | ---- | ---- | ---- | ---- | ---- |
| 190  | ↘135 | ↘122 | ↘120 | ↘113 | ↘108 | ↘104 |
| 2017 | 2018 |      |      |      |      |      |
| ↗106 | ↘105 |      |      |      |      |      |